# داميان زافرون
داميان زافرون (بالإسبانية: Damián Szifron) (و. 1975  م) هو كاتب سيناريو، ومخرج أفلام، ومونتير أرجنتيني، ولد في راموس ميخيا.

## وصلات خارجية
- داميان زافرون على موقع IMDb (الإنجليزية)
- داميان زافرون على موقع قاعدة بيانات الأفلام العربية
- داميان زافرون على موقع ألو سيني (الفرنسية)
- داميان زافرون على موقع أول موفي (الإنجليزية)
- داميان زافرون على موقع بوكس أوفيس موجو (الإنجليزية)
- داميان زافرون على موقع قاعدة بيانات الأفلام السويدية (السويدية)
- داميان زافرون على موقع قاعدة بيانات الفيلم (الإنجليزية)
- داميان زافرون على موقع كينوبويسك (الروسية)